# Норт-Кроус-Нест (Індіана)
Норт-Кроус-Нест (англ. North Crows Nest) — місто (англ. town) в США, в окрузі Меріон штату Індіана. Населення — 44 особи (2020).

## Географія
Норт-Кроус-Нест розташований за координатами 39°51′58″ пн. ш. 86°9′45″ зх. д. / 39.86611° пн. ш. 86.16250° зх. д. (39.866079, -86.162466).  За даними Бюро перепису населення США в 2010 році місто мало площу 0,17 км², уся площа — суходіл.

## Демографія
Згідно з переписом 2010 року, у місті мешкало 45 осіб у 19 домогосподарствах у складі 15 родин. Густота населення становила 269 осіб/км².  Було 19 помешкань (114/км²).
Расовий склад населення:
| - 100,0 % — білих |

До двох чи більше рас належало 0,0 %. Частка іспаномовних становила 0,0 % від усіх жителів.
За віковим діапазоном населення розподілялося таким чином: 22,2 % — особи молодші 18 років, 53,4 % — особи у віці 18—64 років, 24,4 % — особи у віці 65 років та старші. Медіана віку мешканця становила 47,5 року. На 100 осіб жіночої статі у місті припадало 104,5 чоловіків;  на 100 жінок у віці від 18 років та старших — 118,8 чоловіків також старших 18 років.
За межею бідності перебувало 13,0 % осіб, у тому числі 0,0 % дітей у віці до 18 років та 0,0 % осіб у віці 65 років та старших.
Цивільне працевлаштоване населення становило 15 осіб. Основні галузі зайнятості: науковці, спеціалісти, менеджери — 53,3 %, фінанси, страхування та нерухомість — 33,3 %, оптова торгівля — 6,7 %, освіта, охорона здоров'я та соціальна допомога — 6,7 %.